# Fredrik Bergstadi
Fredrik Bergstadi, även verksam under signaturerna Bdi, B-i och F.B., född 2 juni 1817 i Pälkäne, död 14 oktober 1853 i Åbo, var en finländsk lärare, präst och talare.

## Biografi
Fredrik Bergstadi var son till hovrättsauskultanten Johan Reinhold Bergstadius och Anna Katarina Lindström. Han avlade studentexamen år 1835, filosofie kandidat 1841, magisterexamen 1844 och prästexamen 1845. 
År 1842 verkade han som vikarie i kollegatjänst och gymnastiklärare vid Borgå Gymansium. År 1844 blev han kollega vid högre elementarskolan i Tavastehus. Senare tjänstgjorde han som tillförordnad konrektor i Åbo, och blev ordinarie 1851. Han var verksam som skribent och höll flera offentliga tal, ofta med religiöst eller minneshögtidligt innehåll. Han medverkade även i tidningen Sanomia Turusta(fi)
Han gifte sig 1845 med Emilia Fredrika Wallenius.

## Verk
- Puhe C.J. Hollmingin ja C.F. Bergforsin muistojuhlassa Turussa (1850)
- Tal hållet vid Finska Evangeliska Sällskapets allmänna sammankomst i Åbo Domkyrkans sakristia den 31 Oktober 1849 (1850)
- Tuomio-sunnuntain saarna, jonka Marraskuun 23:nä p.v. 1851 Turun Tuomiokirkossa saarnasi